# Castello Jocteau
Il castello Jocteau (pron. fr. AFI: [ʒɔkto]), detto anche castello Duca degli Abruzzi o castello generale Cantore, è un edificio risalente ai primi anni del XX secolo in stile eclettico che ricorda un castello medioevale (altri due esempi sono il castel Savoia a Gressoney-Saint-Jean e il castello Gamba a Châtillon). Il palazzo, di proprietà del demanio militare e non visitabile, ospita il comando della Scuola militare alpina di Aosta e un piccolo museo dell'alpinismo.

## Territorio
Il castello si trova a 654 m s.l.m. sulla collina di Beauregard a nord-est di Aosta e gode del panorama sulle cime del monte Emilius e della Becca di Nona. In posizione rialzata rispetto ad Aosta, il castello è a circa cento metri dall'antico alveo glaciale, per millenni catenaccio (in francese e in patois valdostano verrou) tra le valli del Gran San Bernardo e del Buthier. Le colline intorno al castello non raggiungono i 900 m di altezza e sono coperte di vigneti. Al limitare nord della proprietà militare, in un prato posto su di un rilievo tondeggiante, si conservano tracce di un tumulo funerario dell'età del ferro, probabilmente appartenuto ad un capo dei Salassi.

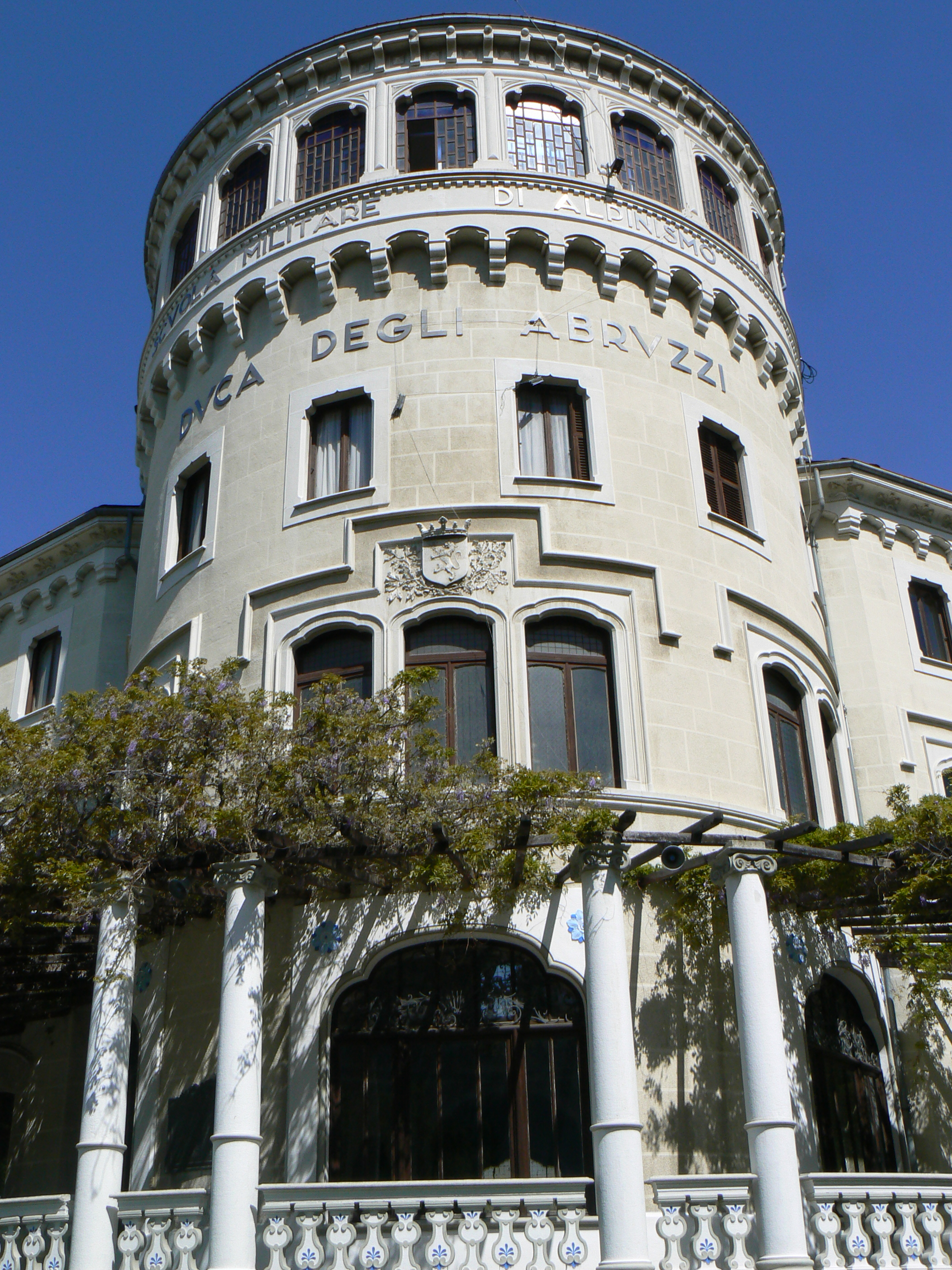
La facciata d'ingresso.

Il castello si trova in via Scuola Militare Alpina 17, proseguimento di via Duca degli Abruzzi, ed è raggiungibile dalla strada che da Aosta, attraversando il ponte sul Buthier nei pressi dell'arco di Augusto, porta all'ospedale Beauregard; proseguendo sulla stessa strada lungo la collina si raggiunge in pochi minuti l'entrata dal parco.

## Architettura
Il castello in un secolo di vita non ha subito rimaneggiamenti architettonici significativi. L'edificio, di tinta chiara e ben visibile anche dall'envers, fu realizzato nei primi del Novecento dall'ingegnere torinese Ottavio Invrea, coordinatore dei lavori eseguiti della ditta Bianchi di Aosta, su progetto dell'architetto Carlo Ceppi. La linea delle torri rimanda visibilmente a castel Savoia, eretto solo due anni prima e di probabile ispirazione per l'architetto: lo stile architettonico dell'intero edificio è eclettico ed elegante, con una struttura massiccia ingentilita dall'alternanza di torrioni a pianta quadrata e circolare.
Nell'ala nord-ovest dell'edificio si trova una cappella in stile neogotico a pianta rettangolare e dalla volte a crociera; la facciata presenta un portico affrescato ed è sovrastata da un piccolo campanile a due campane con finestre a bifora. L'ingresso è caratterizzato da una porta in ferro sopra la quale si trova un bassorilievo, dono Rivetti, raffigurante un sacerdote e due soldati. La cappella si apre a destra su una cappellina e sulla sagrestia.
Il castello dispone anche di un suo acquedotto privato.

### Gli interni
Il castello si sviluppa in varie sale, saloni e locali sotterranei adornati dallo stemma baronale dei Jocteau e da vari stucchi floreali, secondo uno stile liberty di moda all'epoca della costruzione. Degno di nota il salone d'onore a pianta ovale, detto "la Rotonda", sul quale si affacciano a raggiera la "sala azzurra", l'ufficio del generale comandante, la sala riunioni e la biblioteca; il salone presenta uno stretto loggiato in cui sono collezionati i trofei della scuola, in ricordo del "Nucleo pattuglie veloci sci-alpine" che negli anni trenta ospitava l'élite dello scialpinismo militare italiano, tra i cui nomi spiccano quelli di Zeno Colò e Achille Compagnoni.

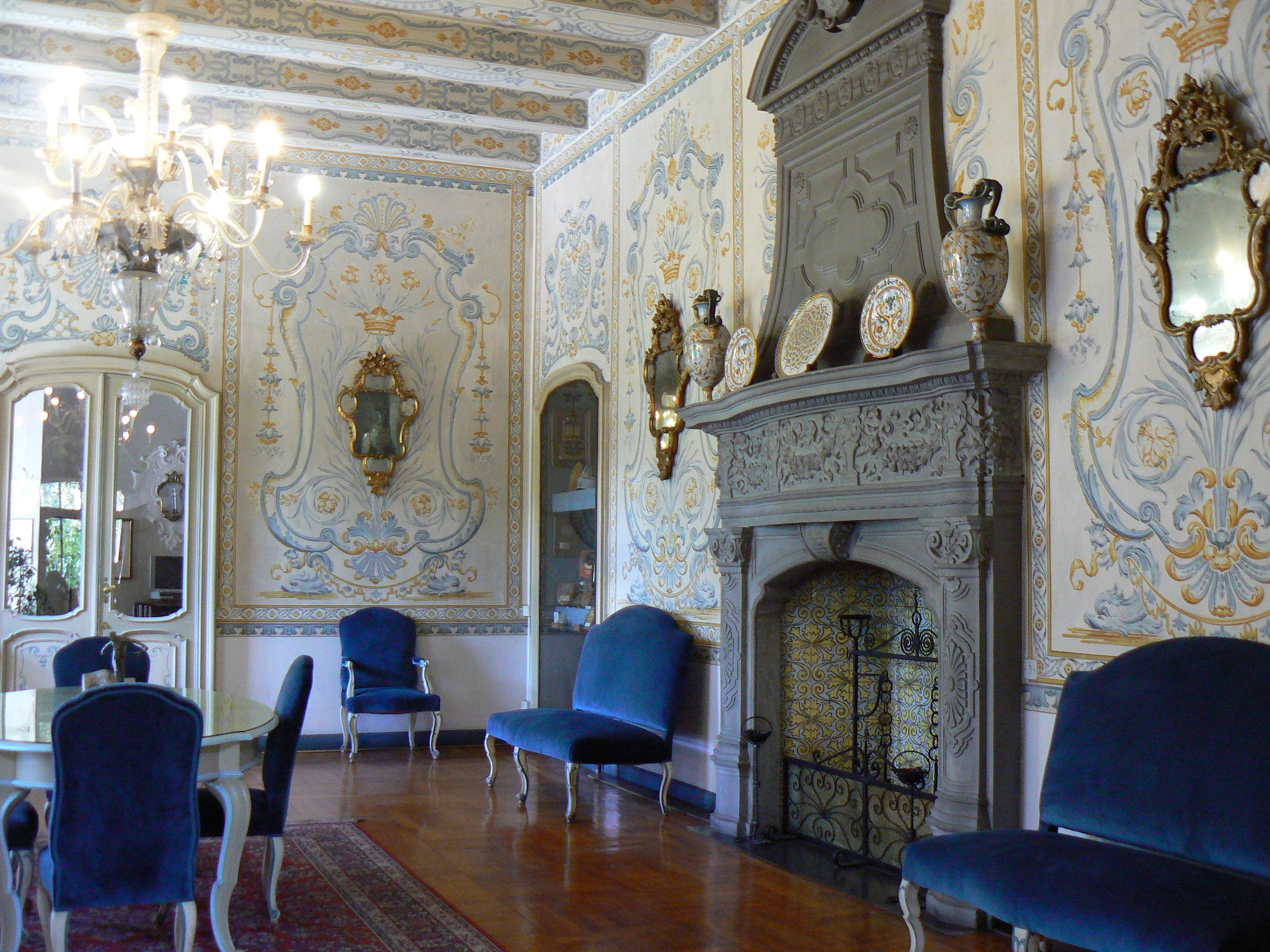
Salone del piano terra, aperto al pubblico in occasione della Giornata dell'Unità Nazionale e delle Forze Armate

Alla primaria funzione residenziale la presenza del comando alpino ha anteposto quella di istituto di formazione degli specialisti della montagna, cambiando quindi la funzione d'uso della maggior parte dei locali: i saloni sono stati adibiti a uffici e servizi, è stato allestito un laboratorio di fisiologia, una biblioteca-archivio cartografico, un gabinetto cine-fotografico, il museo dei materiali sci-alpinistici, una sezione dedicata alle sculture lignee, una palestra di ginnastica presciistica.
A partire dagli anni trenta, tra i visitatori illustri che si succedettero in visita alla scuola, fiore all'occhiello italiano, vi furono: Benito Mussolini nel 1938, l'imperatore di Giappone Hirohito nel 1939, Umberto di Savoia e la principessa Maria José del Belgio; nel dopoguerra vennero in visita al castello Jocteau ben quattro presidenti della Repubblica Italiana: Giovanni Leone, Giuseppe Saragat, Francesco Cossiga e Carlo Azeglio Ciampi. Anche Giovanni Paolo II, habitué della Valle d'Aosta, fu ospite del castello.
All'interno del castello, fino al 1943, si conservavano numerosi arredi di pregio acquistati dallo Stato insieme al maniero per duecentomila lire. Il saccheggio del dopo armistizio vide la spoliazione del castello dei suoi materiali più preziosi: i mobili di valore e gli antichi volumi della biblioteca furono trafugati e solo in parte recuperati nel 1945.
La biblioteca, che tra gli arredi presenta un dipinto su tela a tema bucolico realizzato en plein air, archivia ancora negli armadi numerosi volumi di storia militare, di vita alpina, di botanica alpina e di geografia internazionale, mentre nelle bacheche esibisce fotografie che ripercorrono la storia lunga un secolo della scuola.
L'ufficio del generale comandante conserva ancora perfettamente le decorazioni baronali mentre la sala riunioni è meticolosamente arredata con i bozzetti lignei della tecnica alpinistica, coevi del "rocciodromo" e progettati per far provare agli allievi i vari tipi di terreno "a tavolino", che facevano parte dei cinquanta bozzetti didattici restaurati dallo scultore Mario Stuffer..
Sono varie le statue presenti nel castello, soprattutto grazie alla collezione museale dedicata alla statuaria lignea. All'ingresso nord si incontra un busto bronzeo del Duca degli Abruzzi, realizzato dallo scultore Orlando Orlandini. Al piano terra, a grandezza naturale, si trovano le sculture lignee di Jean-Antoine Carrel e di Amilcar Crétier e quelle dedicate all'ufficiale sciatore e all'alpino in postazione.

### La cappella

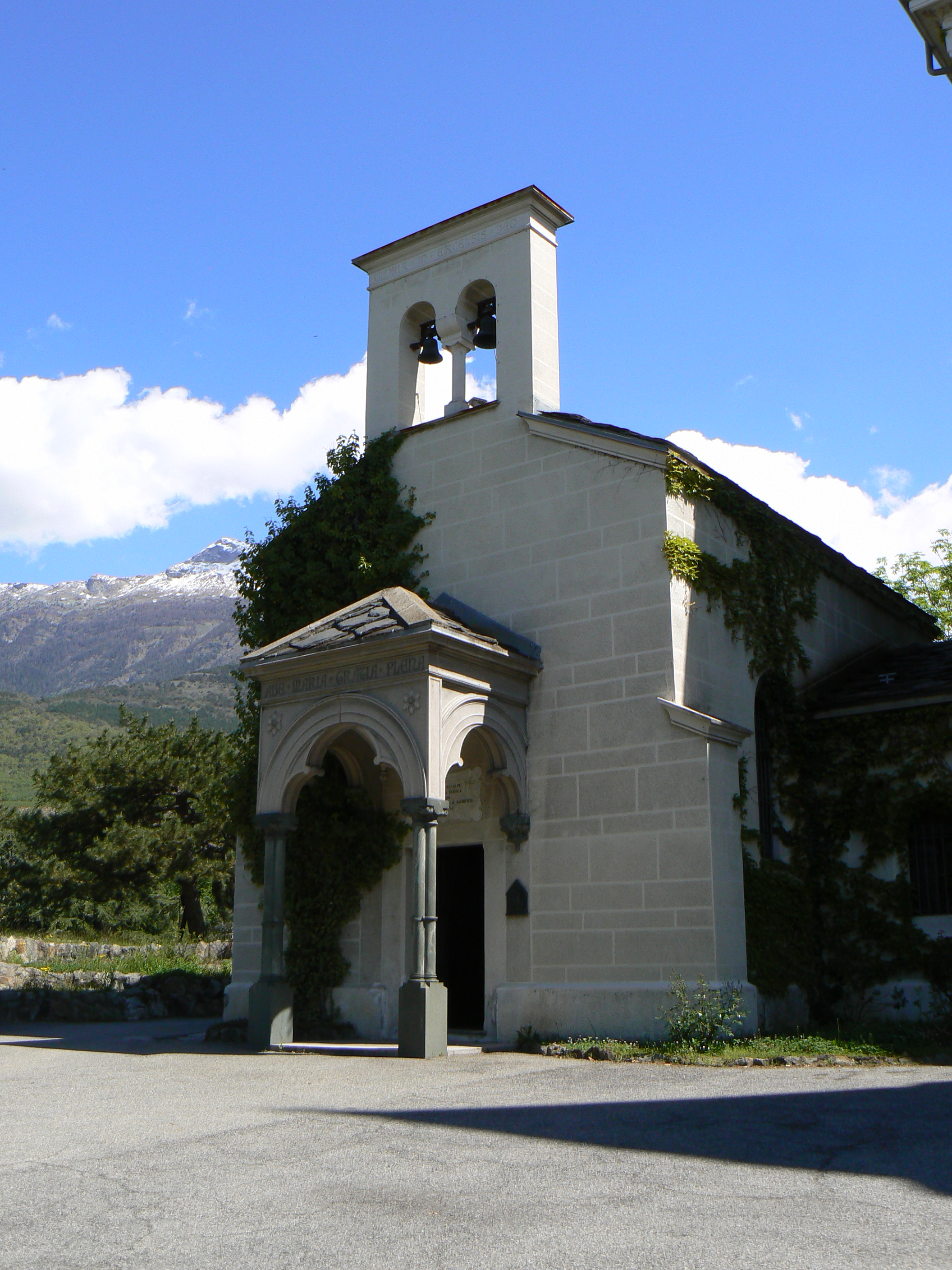
La cappella

Il lato occidentale del castello in una cartolina d'epoca: si notino gli alberi piantati da poco e la cappella sulla sinistra.

La cappella è dedicata alla Madonna ed è adornata di un crocefisso artistico, dono di Giovanni Paolo II. Al suo interno sono presenti vari arredi lignei: banchi, balaustra e altare sono in legno; sopra l'altare è presente una tela in cornice lignea raffigurante la Madonna e due angeli. Nella cappellina sono conservate le foto votive dei militari caduti, ai quali nella sua visita Giovanni Paolo II rivolse una preghiera. Il coro ha una pavimentazione in legno di rovere, mentre il resto della chiesa è pavimentato in pietra.

### Il parco
Il castello è circondato da un grande parco progettato da Giuseppe Roda, architetto torinese noto come costruttore di giardini. Il parco, sovrastato dal pennone della bandiera italiana, si sviluppa in un'area boschiva di abeti, larici, faggi, ippocastani, cedri, betulle, tigli ed aceri, e in un'area rocciosa.

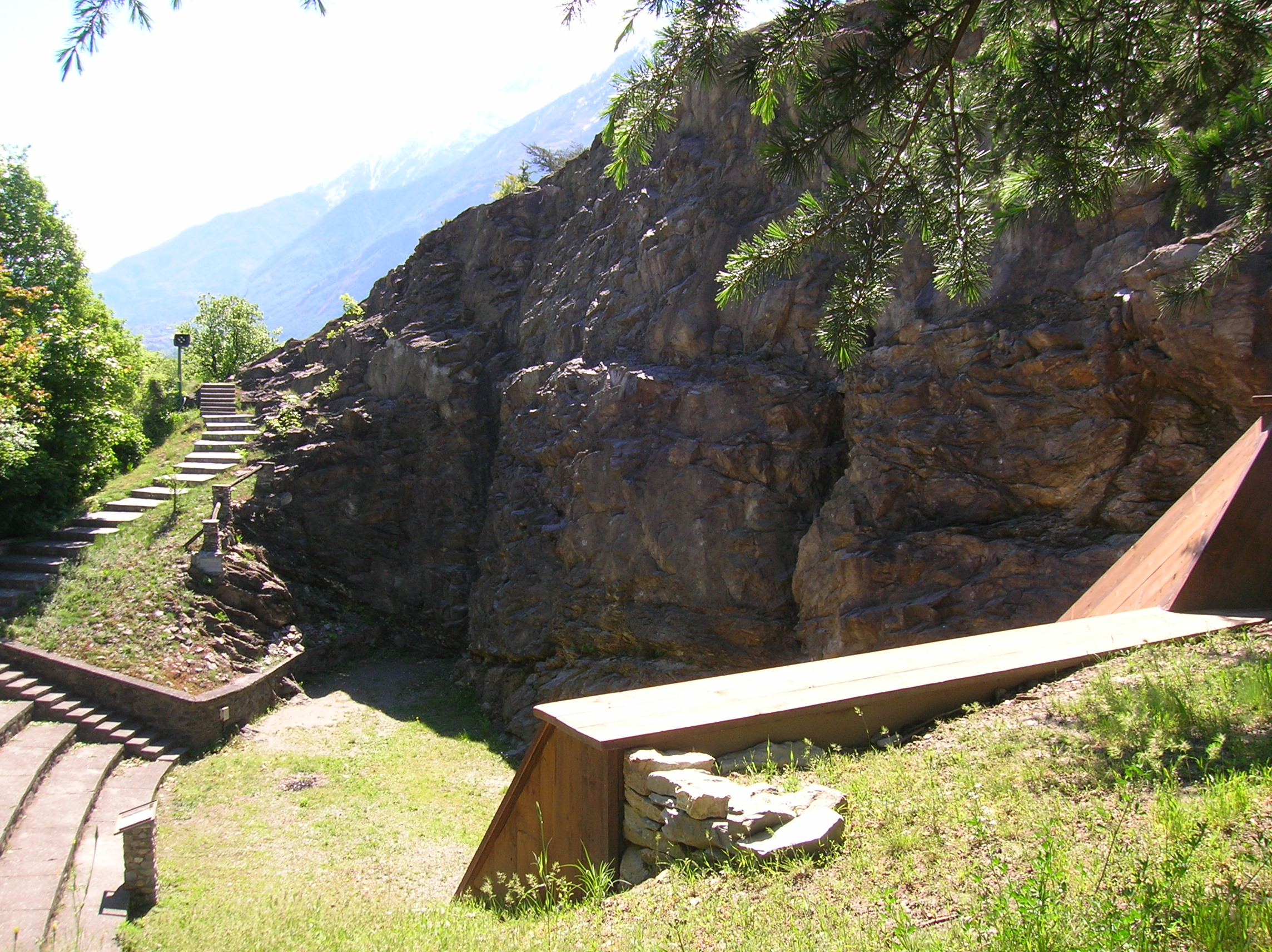
Il rocciodromo.

Danneggiato dagli occupanti che si stabilirono al castello tra il '43 e il '45, fu ripulito e riordinato ad opera degli uomini del colonnello Boffa.
Il parco, per la serie di essenze arboree particolari ospitate è un vero e proprio orto botanico, curato periodicamente dall'assessore regionale dell'Agricoltura e delle Foreste. Vi sono presenti numerose piante e specie rare.

### La palestra di arrampicata
Nel parco trova collocazione una palestra di roccia avanguardistica per la sua epoca, usata in passato per il perfezionamento della tecnica alpinistica. La palestra risale ai primi del Novecento: alla nascita della scuola il generale di corpo d'armata e alpinista Giuseppe Inaudi volle realizzare a monte del castello una palestra di arrampicata per le esercitazioni; a questo scopo, con la collaborazione dello scalatore e sergente istruttore della scuola Emilio Comici e con gli accertamenti cartografici e i disegni preparatori di Toni Ortelli, si iniziarono i lavori per la realizzazione del "rocciodromo": Giuseppe Inaudi modellò il dosso granitico a colpi di mine e di piccone. Il rocciodromo era progettato per presentare tutti i tipi di via d'arrampicata, da quella a spigolo, a quelle a camino, a tetto, a cengia, a fessura e con gli appigli a rovescio, e tutti i gradi di difficoltà. Venne anche realizzata una parete per l'arrampicata su ghiaccio grazie ad alcuni espedienti tecnici.

## Storia

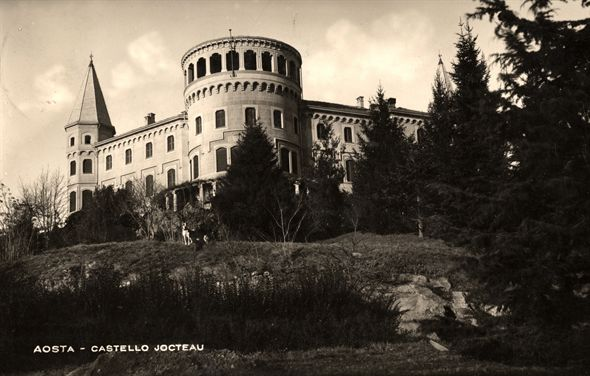
Il castello in una cartolina degli anni trenta.

Il castello fu fatto costruire nel 1907 per volere della baronessa Candida Jocteau Bombrini, madre di Charles-Albert Jocteau, e restò nelle disponibilità dei baroni per quasi trent'anni. I Jocteau erano un'antica famiglia savoiarda originaria di Grenoble e al servizio del Regno d'Italia a partire dal Risorgimento.
Negli anni trenta si sentiva l'esigenza di accrescere le conoscenze sulle tecniche di armamento ed equipaggiamento alpino e soprattutto di preparare adeguatamente allo sci-alpinismo i quadri che avrebbero dovuto addestrare e guidare le truppe nello scenario alpino. A questo scopo venne inaugurata il 9 gennaio 1934 la Scuola centrale militare di alpinismo (SCMA), la cui nascita fu salutata con benevolenza anche dal papa alpinista Pio XI. Per l'occasione, lo Stato concluse l'acquisto del castello Jocteau per un milione di lire - una cifra considerevole per l'epoca - considerato sede adeguata e di prestigio per il suo comando fino ad allora allocato in locali di fortuna ad Aosta.
Nel 1936, In onore di Luigi Amedeo di Savoia-Aosta, morto il 18 marzo 1933 in Somalia nel villaggio "Duca degli Abruzzi", la scuola fu subito ribattezzata Duca degli Abruzzi, così come il battaglione omonimo aggregato alla Scuola centrale militare di alpinismo. Anche il castello, di conseguenza e complice l'iscrizione a lettere d'acciaio sulla massiccia torre cilindrica, venne chiamato con questo nome.
La Scuola Militare Alpina oltre alla sede del castello Jocteau, ha anche altre sedi: la caserma Bich, sede della "Compagnia comando e servizi"; la caserma Cesare Battisti, sede del "Battaglione allievi ufficiali di complemento" e del "Comando battaglione esploratori"; la caserma Ramires, sede dell'autosezione; la caserma Perenni di Courmayeur, sede del I "Plotone speciale atleti"; la caserma Monte Bianco di La Thuile, sede del "Plotone esploratori"; la caserma Testafochi di Aosta, sede del "Battaglione Aosta", l'eliporto di Pollein, sede dello "Squadrone elicotteri".
La scuola di addestramento sciistico-alpinistico era di eccellenza e passarono al castello i migliori alpinisti e sci-alpinisti italiani dell'epoca. Nel 1938 ricevette la concessione dello stemma araldico, avente per motto Ardisci e credi.
Durante il periodo tra il 1942 e l'8 settembre 1943, per la sua buona fama, alla scuola vennero indirizzati per l'addestramento anche reparti che esulavano dalle sue normali funzioni: si addestrarono eccezionalmente "i reparti destinati all'attacco di Malta che non si farà mai", si sperimentarono "mezzi cingolati da neve che non verranno mai usati" e "infine, l'ordine più strampalato: addestrare cani per farne portaordini".
Dopo l'armistizio di Cassibile, il castello venne saccheggiato: oltre ai mobili di prego vennero trafugate le attrezzature sportive più all'avanguardia e i volumi più preziosi della biblioteca, mentre si salvò la bandiera dell'istituto. Fino al 1945 l'edificio venne trasformato in bivacco e prigione militare.
Finita la guerra, il 25 aprile 1945 su iniziativa del colonnello Boffa ospitò il reparto alpino del Corpo di Liberazione Nazionale che riuscì a recuperare una parte del materiale saccheggiato e a risistemare il giardino; in onore di Antonio Cantore il castello prese quindi il nome di castello generale Cantore. La scuola venne ricostituita il 1º luglio 1948 come Scuola Militare Alpina (SMALP) e riprese le sue attività il 22 agosto 1948, accrescendo la fama già conquistata prima della guerra e richiamando con i suoi corsi alpinisti da tutto il mondo e di tutti gli strati sociali.
Nel 1998 la Scuola Militare Alpina passò sotto il controllo del Comando Truppe Alpine e divenne Centro Addestramento Alpino..
Il castello non è visitabile se non in rare occasioni: per esempio, per l'anniversario dell'Esercito italiano all'interno delle iniziative nazionali delle caserme aperte al pubblico.

### Il castello "edificio monumentale"
Nel 1983, con la L. Reg. n. 56 del 10 giugno 1983, la Regione Valle d'Aosta diede il via a una serie di indagini conoscitive dei beni culturali presenti sul territorio. Creò quindi la "Commissione regionale per i beni culturali ed ambientali" la quale doveva e deve essere stata interpellata dalla Giunta regionale per approvare in ogni Comune
Il castello Jocteau nel 2009 fu proposto come "edificio monumentale" e "di interesse storico-architettonico" da inserire tra quelli vincolati dalla L. Reg. 56/1983 nella Variante al Piano regolatore, indicando tra le notazioni sia l'integrità della struttura che il pregio della cappella e del parco.

## Il museo

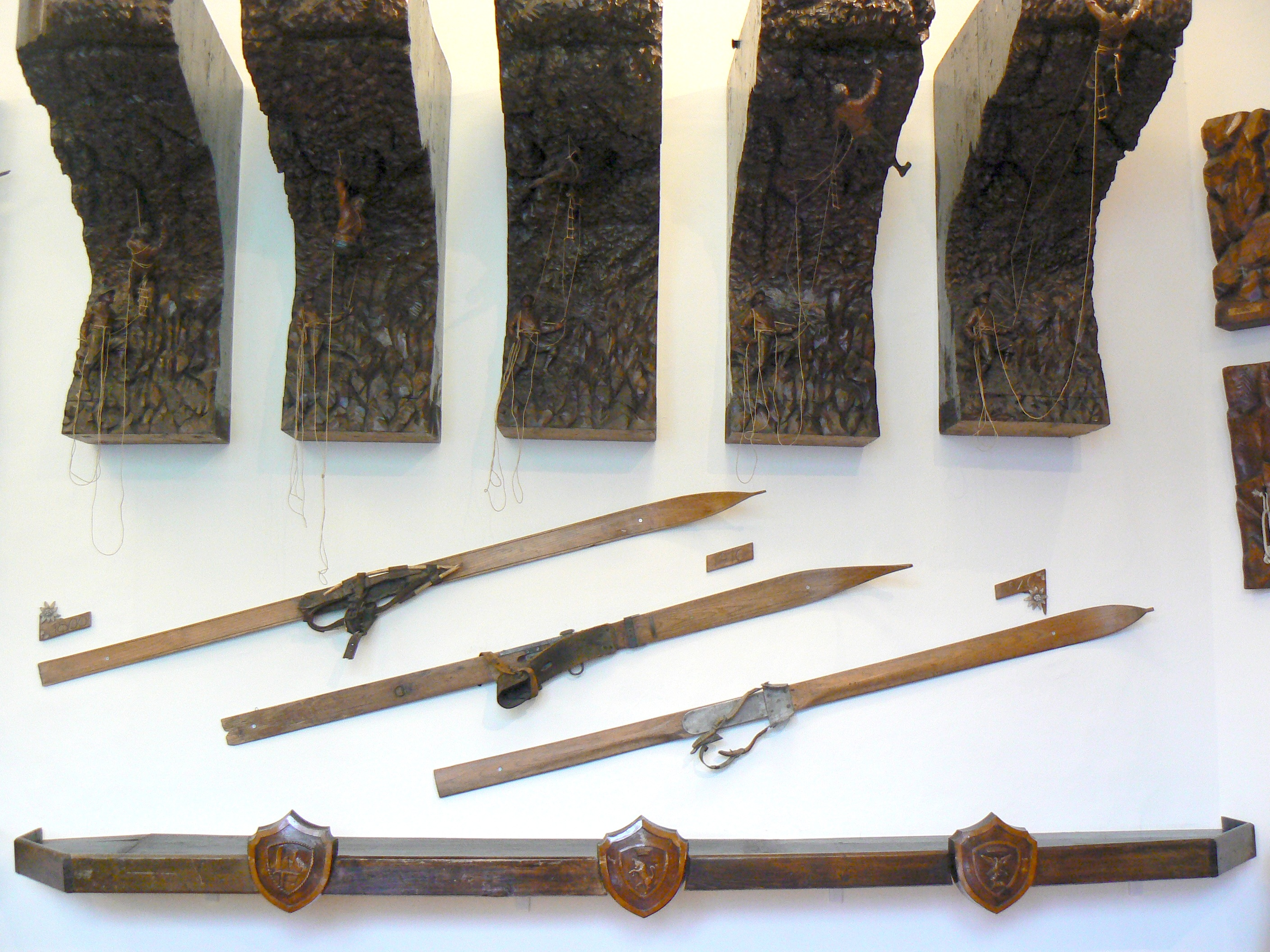
Sculture d'epoca che presentano varie tecniche di arrampicata e sci

Il piccolo museo del materiale alpinistico conserva al proprio interno materiali dello sci-alpinismo d'antan, tra i quali spiccano i preziosi reperti ottocenteschi raccolti grazie alla collaborazione di enti civili e militari. Sono presenti i pesanti sci di frassino dalle punte ricurve, i pionieristici scarponi chiodati indossati dalle prime guide del Cervino e gli alpenstock della Guerra bianca in Adamello noti ai militari come "pistocchi". Sono inoltre qui conservati strumenti all'avanguardia della tecnica scialpinistica.
Una parte della collezione museale è dedicata alle statue lignee delle personalità dell'alpinismo.

## Curiosità
Al castello e alla scuola è dedicato il brano "Il castello degli Alpini", scritto da Margherita Barsimi e composto da Carlo Benvenuto.